# Josep Garrell i Pubill
Josep Garrell i Pubill (Granollers, 29 d'abril de 1931 - 29 d'agost de 1994) fou un polític i dirigent esportiu català.

## Biografia
Membre de Convergència Democràtica de Catalunya, fou escollit regidor a l'ajuntament de Granollers a les eleccions municipals espanyoles de 1979 i diputat per la circumscripció de Barcelona per CiU a les eleccions al Parlament de Catalunya de 1980. Fou membre del Consell de la Corporació Catalana de Ràdio i Televisió
Va ser president de la secció atlètica del Club Balonmano Granollers de 1963 a 1971, i president de la Federació Catalana d'Atletisme el mes de febrer de 1974 fins al setembre. Durant el seu mandat va situar el Cros Internacional de Granollers com un dels més importants d'Espanya a partir de 1967.